# Tomaryny
Tomaryny (deutsch Thomareinen) ist ein Dorf in der polnischen Woiwodschaft Ermland-Masuren. Es gehört zur Gmina Gietrzwałd (Landgemeinde Dietrichswalde) im Powiat Olsztyński (Kreis Allenstein).

## Geographische Lage
Tomaryny am Westufer der Passarge (polnisch Pasłęka) liegt im Westen der Woiwodschaft Ermland-Masuren, 17 Kilometer östlich der früheren Kreisstadt Osterode in Ostpreußen (polnisch Ostróda) bzw. 18 Kilometer westlich der heutigen Kreismetropole Olsztyn (deutsch Allenstein).

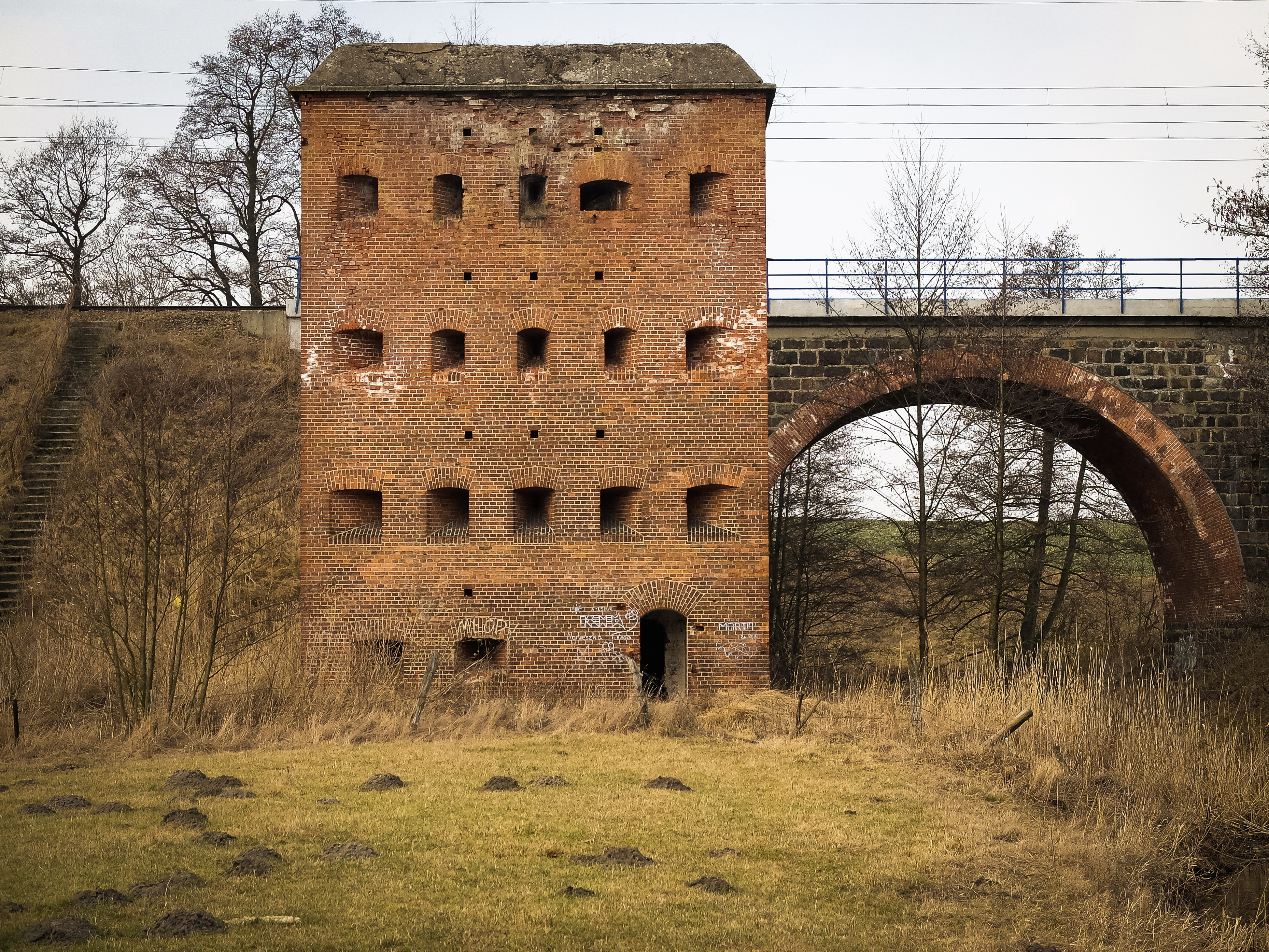
Schutzbunker an der Eisenbahnbrücke über die Pasłęka in Tomaryny

|  |

## Geschichte
Das Dorf Thomareinen fand wohl 1352 seine erste urkundliche Erwähnung. Von 1874 bis 1945 gehörte es zum Amtsbezirk Manchengut (polnisch Mańki) im Kreis Osterode in Ostpreußen. Waren im Jahre 1910 insgesamt 290 Einwohner in Thomareinen registriert, so verringerte sich ihre Zahl bis 1933 auf 260 und 1939 auf 249.
In Kriegsfolge kam Thomareinen 1945 mit dem gesamten südlichen Ostpreußen zu Polen. Das Dorf erhielt die polnische Namensform „Tomaryny“ und ist heute eine Ortschaft innerhalb der Landgemeinde Gietrzwałd (Dietrichswalde) im Powiat Olsztyński (Kreis Allenstein), bis 1998 der Woiwodschaft Olsztyn, seither der Woiwodschaft Ermland-Masuren zugehörig. Im Jahre 2011 zählte Tomaryny 136 Einwohner.

## Kirche
Bis 1945 war Thomareinen in die evangelische Kirche Langgut (polnisch Łęguty) in der Kirchenprovinz Ostpreußen der Kirche der Altpreußischen Union, außerdem in die römisch-katholische Kirche Osterode in Ostpreußen eingepfarrt.
Heute gehört Tomaryny auch zur evangelischen Kirche Łęguty, die jetzt eine Filialkirche von Ostróda in der Diözese Masuren der Evangelisch-Augsburgischen Kirche in Polen ist, außerdem zur römisch-katholischen Pfarrei in Biesal (Biessellen) im Erzbistum Ermland.

## Verkehr
Tomaryny liegt südlich der Landesstraße 16 (frühere Reichsstraße 127) und ist von Tomarynki (Passargental) aus direkt zu erreichen. Auch führt von Biesal (Biessellen) aus eine Straße direkt nach Tomaryny.
Durch den Süden des Dorfes verläuft die nicht mehr in der Gesamtlänge befahrene Bahnstrecke Posen–Toruń–Tschernjachowsk, die hier die Pasłęka überquert. Die nächstgelegene Bahnstation ist Biesal.